# Apriona krieschei
Apriona krieschei là một loài bọ cánh cứng trong họ Cerambycidae.